# جوانی دوباره برنمی‌گردد
جوانی دوباره برنمی‌گردد (به انگلیسی: Youth won't come again) یک فیلم سینمایی کمدی و فیلم ماجراجویی محصول سینمای پاکستان تولید سال ۲۰۱۵ به کارگردانی نادیم بیگ است. بازیگران اصلی فیلم همایون سعید ، حمزه علی عباسی ، احمد علی بات ، واسی چودری ، مهویش مهوش حیات و سهی علی ابرو می‌باشند.   بازیگران حامی شامل جاوید شیخ ، اسماعیل تارا ، بوشرا انصاری ، عایشه خان ، سروت گیلانی و اوزما خان هستند . این فیلم درباره یک مرد مجرد که خودش وکیل طلاق است. او سه دوست متاهل خود را در سفر می‌برد تا در فرار از همسران و یکنواختی زندگیشان به آنها کمک کند.

## فیلمبرداری
این فیلم در مناطق مختلف تایلند از جمله بانکوک ، پاتایا و جزیره مرجان فیلمبرداری شده است.  چند صحنه در کراچی فیلمبرداری شد.

## موسیقی متن
آلبوم موسیقی فیلم از ۶ آهنگ تشکیل شده است. یک آلبوم موسیقی متن در ساون منتشر شد. 

### رسانه های خانگی
این فیلم در عید فطر ۴ ژوئیه ۲۰۱۶، در تلویزیون منتشر شد. 

## دنباله
در فوریه سال ۲۰۱۷ ، دومین قسمت این فیلم منتشر شد.  